# Авіжела
Авіжела (Авіжема) (лит. Avižela, пол. Awiźela)  — річка в Литві, у Шяуляйському й Тельшяйському повітах, у етнографічному регіоні Жемяйтія. Ліва притока Венти (басейн Балтійського моря).

## Опис
Довжина річки приблизнл 19км, найкоротша відстань між витоком і гирлом — 14,24 км, коефіцієнт звивості — 1,34.

## Розташування
Бере початок на південному заході від села Білійнішнєс (лит. Biliūniškės). Спочатку тече переважно на північний захід через Кережай (лит. Kerežiai), Авіжляй (лит. Avižliai). Тут повертає на північний схід і у Пурв'яє (лит. Purviai) впадає у річку Венту (лит. Venta).

## Цікавий факт
- У пригирловій частині річка протікає територією Вєнтовського регіонального парку (лит. Ventos regioninis parkas).[3]